# الشعانبي أف أم
الشعانبي أف أم إذاعة تونسية خاصة، وتقع أستوديهاتها بمدينة القصرين. يغطي بثها مدينة القصرين وضواحيها، وتبث إذاعة الشعانبي أف أم على التردد 95.9, ويديرها الصحفي مختار التليلي  وهي ليست إذاعة خاصة بقدر ما هي إذاعة جمعياتية ذات طابع تنموي.

## التأسيس
إنطلق البث التجريبي للإذاعة في 24 ماي 2015, جاءت هذه الٲخيرة لتحقق حلما انتظره ٲبناء الجهة بعد أن باءت عديد المحاولات بالفشل للحصول على رخصة لبعث إذاعة جهوية وذلك في عهد الرئيس المخلوع. وينتظر ٲن يكون هذا المولود الإعلامي الجديد فضاء للتطرق إلى مشاغل الولاية التي تم تجاهلها إعلاميا لٲكثر من نصف قرن بدرجة ٲولى وإلى الشؤون الوطنية عموما .

## مقالات ذات صلة
- قائمة إذاعات الراديو التونسية